# Вольвач Марія Степанівна
Во́львач Марі́я Степа́нівна (псевдонім — Мару́ся Вольвачі́вна; нар. 17 (29) березня 1841 — пом. близько 1910) — українська поетеса, письменниця, громадсько-культурна діячка.
Про неї відомо небагато. Перші вірші та п'єси складала подумки, бо не вміла читати і писати. Дослідники досі гадають, що саме спонукало її до літературної творчості — порада історика Дмитра Багалія, який розпізнав у дівчині хист, редагував та готував до друку її вірші, чи пророцтво захожого ченця про те, що їй судилося стати письменницею. Її творчість високо оцінили також Борис Грінченко, Микола Сумцов та Іван Франко. Перші поезії були надруковані, коли жінці виповнилося 46 років.

## Біографія
Народилася 17 березня 1841 року в селі Черемушна, розташованому за 15 кілометрів від центру повіту — містечка Валки Харківської губернії (тепер — село у Богодухівському районі Харківської області України) в родині сільського писаря Степана Вольвача з заможного козацького роду. 
Як вона потім згадуватиме в мемуарах, одного дня в їхнє село приїхали ченці-греки і зайшли в хату Вольвачів. Один із ченців глянув на Марусю і сказав:
| «Ти така людина, котра хоче усе на світі знати… тебе будуть люди любити і поважати… Ніколи не вийдеш заміж. На твоєму шляху буде більше горя, ніж радощів, і потім ти зробишся писателькою». — «Брешете, я ж ні читати, ні писати не вмію!» — «А буде так!»[3] |
Коли дівчинці виповнилося сім років, помер батько. Брати дуже швидко змарнували батьківську спадщину — велике господарство розпродали, молодша сестра залишилася взагалі без статків, тому була змушена поїхати у місто здобувати освіту чи якесь ремесло. Там на неї, гарну та розумну дівчину, звернули увагу пани, прізвище яких не збереглося, і забрали з собою у Петербург. Що пообіцяли Марії ті пани — невідомо, але однією з умов, які висунула вона, була можливість ходити у школу. Столиця імперії Вольвач не сподобалася. Про це вона напише в мемуарах («На Вкраїні»):
| «Дивлюся, що в Петербурзі не так і святий вечір справляють, як у нас. Тут нема ні куті, ні узвару, ні пирогів, ні капусти з опеньками, ні гороху, ні риби печеної… А як у нас у сей день, то кожна господарка готовить страву, яка є смачніша… у сей багатий радісний вечір збирається вечеряти всі докупи у велику хату до господаря: робітник безрідний, наймит і наймичка»[3]. |
Свіжість і врода сільської дівчини, яскравий народний одяг та колоритна мова недовго були до вподоби петербурзьким панам. З улюбленої іграшки її перевели у покоївки, а потім вона взагалі стала зайвою у багатому домі. Про освіту вже й не йшлося. Згодом гірка доля жінки — стала однією з провідних тем її творчості.
Після повернення з Петербургу, де Вольвач пробула півроку, вивчилася на кравчиню. Цим ремеслом і заробляла собі на життя. Наймитувала у Валках, Харкові. Наприкінці 1890-х років часто бувала в навколишніх селах Харкова, де записувала народні пісні, читала селянам свої твори. У рідній Черемушній керувала таємним гуртком, куди входила інтелігенція сусідніх сіл (члени гуртка брали участь у селянському повстанні 1902 року). Тоді Вольвач напише:
| «…Україна — моє життя, бо я кохаю серцем і душою свою любу Україну, і гірко мені дивитися на неї, що вона рік за роком утрачує усе своє рідне, що так серцю мило»[4]. |
У своїх спогадах Марія Вольвач також писала, що помре не своєю смертю — так їй наворожили. Але інформації про те, як і коли померла письменниця, немає. Останні звістки про неї датуються 1903 роком.

## Творчість

### Становлення таланту

В альманасі «Літературно-науковий вісник» охоче друкували твори Марії Вольвач

Наймитуючи, Марія Вольвач поступово, самотужки здобувала знання. Згодом почала подумки складати вірші і тримати їх у пам'яті, бо писати не вміла.
Після знайомства з українським істориком професором Дмитром Багалієм — навчилася в нього письма. Професор високо оцінив талант дівчини, ввів її в культурне середовище Харкова, сприяв публікації перших творів. У 1887 році Марія Вольвач дебютує в харківському альманасі «Складка». Потім вийшло гумористичне оповідання «Кажи жінці правду, та не всю» і «Казка про таємні слова». Високу оцінку творчості Вольвач дав Микола Сумцов, а Іван Франко надрукував у «Літературно-науковому віснику» НТШ (1899–1905) її поезії та мемуари.
У 1893 році виходить перша збірка творів Марусі Вольвачівни (творчий псевдонім поетеси) — «Казка про таємні слова». Ще через три роки, у 1896, у Харкові, — збірка поезій та оповідань «Пісні і розмови Валківської селянки Марусі Вольвачівни».
Істориків особливо цікавлять її «Спомини української селянки», що їх опублікував Іван Франко в «Літературно-науковому віснику». Вони цінні не лише як матеріал до біографії письменниці, а й як детальний опис звичаїв тодішньої Слобожанщини.

### Манера письма
На поезію Вольвач дуже вплинула українська народна пісня. Писала вона ліричні вірші, поеми про гірку долю жінки-трудівниці («Отвіт козакові», «Працьовита людина», «Маруся-небога»). Також завдяки письменниці до наших днів збереглися унікальні автентичні пісні і колядки.
В творах Марії Вольвач багато мотивів, образів, а також стилістичних засобів фольклорного характеру («Доля», «Зрада дівчині» та інші). Лірика поетеси близька до народнопісенної, імперсональна, часом гумористична, з елементами бурлеску. Три драматичні п'єси відображають соціально-психологічні настрої часів, коли жила Вольвач. Після скасування кріпацтва село — це поле боротьби різних моралей, і письменниця їм співчуває: то в трагічній, то в сатиричній манері. Оповідання Вольвач — це народні оповідки, бувальщини із дотепними виразами. Однак кумедні епізоди народного життя зображує правдиво і реалістично.
Поезія і проза Марії Вольвач випадає із загального контексту класичної української літератури кінця XIX — початку ХХ століття, зазначають критики. Це незвична для тих часів творчість інтелігентної, рафіновано освіченої людини, добре обізнаної зі світовою культурною спадщиною, а яскрава народна поезія, побудована на фольклорній основі. Однак її твори, навіть гумористичні, без брутальності. Вона лише натякає на всім відомі реалії, іронічно описуючи своїх героїв — грубих і неосвічених, але щирих і добрих селян.
Найцікавішими у творчості Марусі Вольвачівни дослідники називають драми про нещасливе кохання «Охайнулась, та пізно», «На великім шляху», «Є каяття, та нема вороття».

#### П'єса «Охайнулась, та пізно»
П'єса «Охайнулась, та пізно» побудована на конфлікті вірності та зради. В ній розповідається про отруєння парубка дівчиною. Це варіація на тему популярної української народної пісні «Ой, не ходи, Грицю». Цей сюжет неодноразово використовувався українськими поетами, прозаїками та драматургами.
У п'єсі Вольвачівни Галька, щоб приворожити хлопця, скоює злочин. У несвідомому стані, на межі божевілля вона дає Митру підсунуту іншою жертвою хлопця — Марусею — отруту, думаючи, що це чари. Дізнавшись, що замість того, щоб привернути парубка до себе, вона його отруїла, Галька випиває залишки зілля і помирає.

#### П'єса «Є каяття, та нема вороття»
Головний герой п'єси «Є каяття, та нема вороття» Йосип Супуха живе бідно. Щоб покращити своє матеріальне становище, він іде на вбивство. Однак письменницю цікавить не сам злочин, а те, що спонукало до нього. Вона аналізує мотиви злочинця. Через загрозу бідності, яка чекає його сім'ю, Йосип зважується пограбувати купця Курбатого, який заїхав до нього на постоялий двір. Він вбиває торговця, замітає сліди і стає багатою людиною. Але подальше життя Йосипа — це постійне каяття, яке виснажує його фізично та морально: з'являється тінь купця і злочинцю постійно вчувається його голос. Врешті Йосип помирає. Ідея п'єси — моральний гріх, переступ, на думку Марусі Вольвачівни, не може лишатися безкарним.

#### Оповідання «Батькова сповідь»
Кримінальні мотиви споріднюють п'єсу «Є каяття, та нема вороття» з оповіданням «Батькова сповідь», в якому скрутне матеріальне становище також ледь не стає причиною злочину. Старий Петро Копотун розповідає синові давню історію, яка вже багато років його турбує. Спогад набуває форму сповіді. Колись Петро, повертаючись з ярмарку, зустрів чоловіка, який продав пару волів і поспішав додому. Петро надумав вбити його і забрати гроші. Центральний конфлікт оповідання — між злими намірами і християнською мораллю. Вольвач зображує людину, яка має зробити вибір між добром і злом.

#### П'єса «На великім шляху»
Кримінальний сюжет лежить і в основі п'єси «На великім шляху». Це історія братів Циганенків — Гната, Матвія та Петра, які займаються грабунком. В образі одного з головних персонажів, сільського судді Вакули, який, щоб розбагатіти, допомагає братам нападати на чумаків, Вольвач зображає соціальні і моральні вади можновладців. Врешті, під час сварки, Вакула і Гнат самі себе видають. А Петро кається і роздає своє майно бідним.

### Відродження з небуття

Вибрані твори Марусі Вольвачівни, 2007

Повернув ім'я Марусі Вольвачівни в літературу односелець письменниці, філолог Іван Лисенко. Він ще з дитинства чув від земляків розповіді про Вольвач, яка часто приїздила у Черемушну і читала людям свої твори. В архівах та бібліотеках Лисенко шукав вірші, п'єси, оповідання, фольклорні записи та листування забутої письменниці, з яких упорядкував книжку. Назвав її — «Кажи жінці правду, та не всю». Це перше повне видання художніх творів, мемуарів та листів Марусі Вольвачівни. Значна частина творів до цього взагалі не публікувалася. На видання особисто Іван Лисенко витратив власні $2 тисячі. Книжка вийшла в Києві в 2007 році в рамках проекту «Невідома Україна»: видання науково-популярної літератури, яка б розкривала для сучасників невідомі сторінки української історії, культури, науки і техніки. Презентація збірки Марусі Вольвачівни відбулася теж у столиці, в музеї Івана Гончара. Тоді Іван Лисенко казав:
| «Мені пощастило народитися саме на Харківщині, батьківщині Марусі Вольвачівни. І то був би великий гріх — не зібрати такий безцінний скарб. Ще школярем я почув розмови про дивну жінку, яка пізно навчилася грамоти, а згодом писала оригінальні твори. З переказів місцевих жителів довідався, що народилася Маруся Вольвачівна, а справжнє прізвище — Вольвач, приблизно 1841 року у козацькій заможній родині. Кажуть, товаришувала вона з Борисом Грінченком, підтримували її видатні вчені того часу — історик Дмитро Багалій та літературознавець Микола Сумцов, листувалася вона з Іваном Франком»[4]. |
«Катерина Білокур у літературі», — сказав тоді про Вольвач письменник Вадим Пепа.
У Харківському історичному архіві зберігаються рукописи поетеси: дві п'єси, збірка лірики, поема та інші твори.

### Зразок поезії
уривок вірша ЗРАДА ДІВЧИНІ

Ой де тої правди певної шукати,

Кому своє щире серденько віддати?

Ой до кого тихо головой схилюся.

До кого серденьком міцно пригорнуся?

Кохала козака, щиро та ще й дуже.

А він підневидів, кинув та й байдуже.

Кинув козак, кинув — із якої ради?

Насміявся з мене і не дав поради.

Не судіть, сусіди, що зі мною буде,

Болить моє серце, та не знають люди.

Ой, тяжко та важко, не маю вже й мочі,

І світ той нелюбий, туманяться очі.

Розступися, земле, прийми моє тіло,

Заціп моє серце, ти й так уже стліло!

Харків, 1889

## Вшанування пам'яті
- 26 березня 2021 року у рідному селі Вольвач, Черемушна, відкрили меморіальну дошку.